# Атаманово (Кемеровская область)
Атама́ново — село в Новокузнецком районе Кемеровской области, административный центр Центрального сельского поселения.

## История
В 1620 году вышел царский указ: «Я, царь всея Руси Михаил Федорович Романов, повелеваю пожилым атаманам, казакам и стрельцам выходить из крепостей и поблизости заводить заимки». Так началось заселение Кузнецкой земли русскими.
Атаман Дорофеев со своими сослуживцами-казаками облюбовал для охоты, рыбалки устье реки Тальжинки. В ней было столько рыбы, что, говоря образно, её можно было черпать с берега ведром. Сначала летник построили сослуживцы своему атаману на правом берегу Тальжинки, а летом 1625 года соорудили хорошую пятистенную крестьянскую избу. Так навсегда со своей семьей атаман Дорофеев поселился на этом месте. Вот так на левом берегу Томи, в устье речки Тальжинки, в 1625 году образовалась заимка. Всякий проезжающий человек спрашивал: «Кто тут живёт? Чья это заимка?» -
Атаман живёт, Атаманова это заимка.
На Атамановскую заимку ещё при жизни самого Дорофеева стали проситься его самые близкие сослуживцы.
В период царствования Петра Первого в 1682—1725 годы началось массовое заселение Сибири. В 1721 году Семеном Ремезовым был выпущен атлас Сибири, в котором указана надпись: «Деревня Атаманово», выше по реке Томи от Кузнецка. Так Атаманова заимка через 70 лет превратилась в деревню Атаманово.
В 1918 году на волостном съезде в городе Кузнецке было решено создать по селам волостные управления. В деревне Атаманово образовалась советская власть — Петраковская волость, названная в честь известного сибирского революционера-большевика Петракова.
По решению Совнаркома в 1924 году волостное управление было упразднено и заменено новым названием и содержанием — сельским Советом.
За 74 года председателями побывали 25 человек.
В 1931 году в деревне Атаманово началась коллективизация. Были созданы две артели: «Пятилетка в 4 года», которая занималась животноводством и полеводством, и имени Буденного, труженики которой производили телеги, сани, колеса, дуги, сбрую. В 1934 году обе артели объединились, и образовался колхоз «Пятилетка в 4 года». За 26 лет существования этого хозяйства сменилось 13 председателей.
Хозяйство росло, развивалось, набирало опыта, приобретались улучшенные породы скота и сортовые семена. Активно внедрялась научная система земледелия и животноводства. Бурно развивается строительство. Наивысшего расцвета колхоз достиг в последний год своего существования — в 1956 году, когда Атаманово превратилось в село с 264 дворами и 1005 жителями. В тот год колхоз стал миллионером.
На территории Атамановского сельского Совета находился ряд предприятий. Так, в 1963 году была основана «Сельхозтехника», основной задачей которой было освоение заболоченных и закустаренных земель Новокузнецкого района.
Согласно Указу Президента от 22 августа 1991 года № 75 «Об образовании администраций городов, районов, сел» Атамановский сельский Совет преобразован в администрацию Атамановского сельсовета.
В целях исполнения Федерального закона РФ от 6 октября 2003 года № 131-ФЗ «Об общих принципах организации местного самоуправления в РФ» и Закона Кемеровской области от 17 декабря 2004 года № 104-03 «О статусе и границах муниципальных образований», распоряжения администрации Новокузнецкого района от 27 октября 2005 года № 1392 произошла ликвидация администрации Атамановского сельсовета. И с 1 января 2006 года образована администрация Атамановской сельской территории с административным центром в селе Атаманово.
В настоящее время в состав администрации Атамановской сельской территории входят село Атаманово, станция Тальжино, посёлок Тальжино, посёлок Баевка, посёлок Староабашево.
В селе есть церковь.

## Улицы
В селе расположены следующие улицы:
- Береговая
- Болотная
- Весенняя
- Горького
- Драгунская
- Зелёная
- Кирова
- Крайняя
- Кутузова
- Молодёжная
- Новосёлов
- Пионерская
- Подгорная
- Притомская
- Садовая
- Свердлова
- Строительная
- Суворова
- Фестивальная
- Цветочная
- Целинная
- Центральная
- Школьная
- Юности

## Транспорт
Проходящие автобусы № 152 Новокузнецк — ГРЭС, № 169 Новокузнецк — Ивановка, № 550 Новокузнецк — Междуреченск, № 164 Новокузнецк — Высокий, № 168 Новокузнецк — Елань.
Остановки в посёлке: Поворот на Осинники, Универмаг, Почта, Микрорайон, Конечная.
Тариф на проезд от Новокузнецка — до ост. Пов. на Осинники 15р (на междуреченском 28), до универмага 16р, до почты 18р.
Расстояние до Новокузнецка (Центральный район) — 23 км

## Организации
- врачебная амбулатория
- Ботанический сад нфи кемгу

## Экономика
- Завод по производству напитков и чистой воды ТМ «Ирбис».
- Производственный сельскохозяйственный кооператив Притомский
- В селе действует дом детского творчества

Имеется около 40 индивидуальных предпринимателей

## Известные жители
- Кузнецов, Михаил Иванович — Герой социалистического труда, Бригадир колхоза «Пятилетка в 4 года»
- Савенко, Гавриил Кузьмич — Герой социалистического труда, Звеньевой колхоза «Пятилетка в 4 года»
- Язовский, Иван Егорович — Герой социалистического труда, Звеньевой колхоза «Пятилетка в 4 года»